# 大村市立西大村中学校
大村市立西大村中学校（おおむらしりつ にしおおむらちゅうがっこう, Omura City Nishiomura Junior High School）は、長崎県大村市松並一丁目にある公立中学校。

## 概要
歴史
1947年（昭和22年）の学制改革により開校。
校訓
「求学・創造・親和」
校歌
歌詞は4番まであり、最後に校名の「西大村」が登場する。
校区
- 大村市立西大村小学校校区

（坂口町、池田一・二丁目、池田新町、諏訪一～三丁目、上諏訪町、雄ケ原町、古町一丁目、古町二丁目（古町住宅、古町五区、古町六区を除く）、水田町（水田二区を除く）、乾馬場町）
- 大村市立中央小学校校区

（古町二丁目（古町住宅、古町五区、古町六区）、植松一～三丁目、西大村本町、松並一丁目、杭出津一丁目（新城を除く）、杭出津二丁目（杭出津三区、杭出津四区、辻田を除く）、杭出津三丁目）

## 沿革
- 1947年（昭和22年）4月1日 - 学制改革（六・三制の実施）が行われる。
  - 西大村国民学校の初等科が改組され、大村市立西大村小学校となる。
  - 西大村国民学校の高等科が改組され、「大村市立西大村中学校」（新制中学校、現校名）が発足。
    - 初代校長に岳野鶴治が就任。西大村小学校の校舎1棟を仮校舎として開校。
- 1948年（昭和23年）4月1日 - 元・工員養成所宿舎（現・大村市立中央小学校の位置）を仮校舎として移転。
- 1950年（昭和25年）
  - 1月 - 長崎県立長崎工業高等学校の長崎復帰に伴い、跡地となった元・工員養成所を本校舎として使用。
  - 7月 - 校章を制定。
  - 12月 - 校歌を制定。
- 1951年（昭和26年）10月 - 校内放送施設が完成。
- 1952年（昭和27年）4月 - 警察予備隊の大村誘致に伴い、長崎大学学芸学部が本校舎を使用することになり、中央小学校を仮校舎として移転。
- 1953年（昭和28年）4月 - 長崎大学学芸学部の移転により、本校舎へ復帰。
- 1956年（昭和36年）
  - 3月 - 第三校舎の一部が完成。
  - 5月 - 第三校舎がすべて完成。
- 1962年（昭和37年）3月 - 第二校舎が完成。
- 1963年（昭和38年）3月 - 第一校舎が完成。
- 1965年（昭和40年）4月 - 体育館が完成。
- 1968年（昭和43年）3月 - 中庭池が完成。
- 1969年（昭和44年）10月 - 第1と第2校舎の間に渡り廊下を設置。
- 1972年（昭和47年）9月18日 - プールを新設。旧プールを撤去。
- 1976年（昭和51年）3月31日 - 西側校舎が完成。
- 1984年（昭和59年）4月26日 - 校訓「求学・創造・親和」を制定。
- 1985年（昭和60年）7月27日 - 女子バレーボール部、長崎県中総体で優勝し、九州大会と全国大会に出場。
- 1986年（昭和61年）8月18日 - 大村市立桜が原中学校の新設により、2年生113名・3年生106名、計219名が転出。
- 1987年（昭和62年）
  - 10月31日 - 大規模化改修工事が完成。
  - 11月21日 - 創立40周年を記念し、校訓碑を建立、校旗を新調、学校案内板を設置。
- 1989年（平成元年）3月31日 - 校舎・校地周辺にフェンスを設置。自転車置き場を設置。
- 1990年（平成2年）3月3日 - 第1回立志式を実施。
- 1991年（平成3年）3月22日 - コンピュータ教室を新設。
- 1999年（平成11年）3月25日 - カウンセラー室が完成。
- 2000年（平成12年）1月15日 - 武道場が完成。
- 2002年（平成14年）5月1日 - 学校開放日を設定。
- 2006年（平成18年）4月1日 - 2学期制[1]を実施。
- 2009年（平成21年）8月26日 - 校舎の大規模改修工事が完了。

## アクセス
最寄りの鉄道駅
- JR九州大村線 諏訪駅

最寄りのバス停
- 県営バス 中央町バス停

最寄りの道路
- 国道34号

## 周辺
- 大村市立中央小学校
- 大村市立西大村小学校
- 大村市立西大村幼稚園
- 大村市立中央保育所
- 大村市役所西大村出張所
- 大村公共職業安定所
- 陸上自衛隊大村駐屯地

## 参考資料
- 「大村市史 下巻」（1961年（昭和36年）2月11日発行, 大村市役所）p.300-